# Piłka siatkowa na Światowych Wojskowych Igrzyskach Sportowych 2011 – turniej halowy kobiet
Piłka siatkowa kobiet na Światowych Wojskowych Igrzyskach Sportowych 2011 – zawody w siatkówce, które odbyły się w brazylijskim Rio de Janeiro w dniach 17–23 lipca 2011 roku podczas igrzysk wojskowych.

## Medaliści
| Złoto | Srebro | Brąz |
| Brazylia · Regiane Bidias · Fernanda Garay Rodrigues · Juciely Cristina Silva Barreto · Natasha Farinea · Valeska Menezes · Veridiana Mostaco da Fonseca · Dayse Figueiredo · Fernanda Berti · Ana Cristina Porto · Camilla Adão · Monique Pavão · Michelle Pavão | Chiny · Liu Congcong · Zhu Linfen · Liu Yanhan · Wang Nan · Shen Jingsi · Fan Linlin · Chen Yao · Zuo Ting · Bai Yun · Sun Xiaoqing · Wang Yan · Wang Lin | Niemcy · Kristin Kaspersky · Tina Bents · Janine Hinderlich · Stephanie Müller · Kristin Kowollik · Mona Akuamoa-Boateng · Eileen Heidepriem · Birgit Thumm · Claudia Friebe · Daniela Dieckmann · Frederike Fischer · Sina Kostorz |

## Uczestniczki
- Brazylia
- Chiny
- Włochy
- Kanada
- Niemcy
- Stany Zjednoczone

## System rozgrywek
W turnieju brało udział łącznie 6 drużyn kobiecych, które w fazie grupowej zmagania toczyły systemem kołowym (tj. każdy z każdym, po jednym meczu). Do fazy finałowej awansowały 2 najlepsze drużyny, które rywalizowały o złoty medal. Drużyny z miejsc 3 i 4 walczyły o brązowy medal, a z 5  i 6 o lokatę 5.-6. Mistrzostwa rozgrywane były w hali Ginásio do Maracanãzinho oraz w Colégio Militar do Rio de Janeiro.

## Faza grupowa
Legenda
|  | Awans do finału. |  | Mecz o brązowy medal |  | Mecz o 5. miejsce |
Tabela
| Lp. | Drużyna           | Pkt | Mecze | Mecze   | Mecze   | Sety | Sety | Sety   | Małe punkty | Małe punkty | Małe punkty |
| Lp. | Drużyna           | Pkt | M     | W (3:2) | P (2:3) | wyg. | prz. | ratio  | zdob.       | str.        | ratio       |
| --- | ----------------- | --- | ----- | ------- | ------- | ---- | ---- | ------ | ----------- | ----------- | ----------- |
| 1   | Brazylia          | 15  | 5     | 5 (0)   | 0 (0)   | 15   | 1    | 15.000 | 397         | 151         | 2.629       |
| 2   | Chiny             | 12  | 5     | 4 (0)   | 1 (0)   | 13   | 3    | 4.333  | 369         | 221         | 1.670       |
| 3   | Niemcy            | 9   | 5     | 3 (0)   | 2 (0)   | 9    | 7    | 1.286  | 314         | 317         | 0.991       |
| 4   | Włochy            | 5   | 5     | 2 (1)   | 3 (0)   | 7    | 11   | 0.636  | 303         | 372         | 0.815       |
| 5   | Stany Zjednoczone | 4   | 5     | 1 (0)   | 4 (1)   | 5    | 13   | 0.385  | 127         | 300         | 0.423       |
| 6   | Kanada            | 0   | 5     | 0 (0)   | 5 (0)   | 1    | 15   | 0.067  | 226         | 405         | 0.558       |

Źródło: 
Punktacja: 3:0 i 3:1 – 3 pkt; 3:2 – 2 pkt; 2:3 – 1 pkt; 1:3 i 0:3 – 0 pkt
Zasady ustalania kolejności: 1. liczba punktów; 2. liczba zwycięstw; 3. stosunek setów; 4. stosunek małych punktów
Wyniki
| Data  | Godz. | Drużyna 1         | Wynik | Drużyna 2         | 1     | 2     | 3     | 4     | 5    | Widzów | * |
| ----- | ----- | ----------------- | ----- | ----------------- | ----- | ----- | ----- | ----- | ---- | ------ | - |
| 17.07 | 9ː00  | Brazylia          | 3:0   | Stany Zjednoczone | 25:4  | 25:7  | 25:7  |       |      | 1800   |   |
| 17.07 | 17ː00 | Włochy            | 0:3   | Chiny             | 7:25  | 16:25 | 6:25  |       |      | 150    |   |
| 17.07 | 19ː00 | Kanada            | 0:3   | Niemcy            | 16:25 | 19:25 | 17:25 |       |      | 110    |   |
|       |       |                   |       |                   |       |       |       |       |      |        |   |
| 18.07 | 17ː00 | Stany Zjednoczone | 2:3   | Włochy            | 18:25 | 25:21 | 11:25 | 26:24 | 8:15 | 450    |   |
| 18.07 | 17ː00 | Kanada            | 0:3   | Chiny             | 8:25  | 6:25  | 7:25  |       |      | 170    |   |
| 18.07 | 19ː00 | Niemcy            | 0:3   | Brazylia          | 11:25 | 6:25  | 12:25 |       |      | 1820   |   |
|       |       |                   |       |                   |       |       |       |       |      |        |   |
| 19.07 | 11:00 | Stany Zjednoczone | 0:3   | Chiny             | 9:25  | 10:25 | 14:25 |       |      | 420    |   |
| 19.07 | 13:00 | Włochy            | 2:3   | Niemcy            | 15:25 | 25:19 | 14:25 | 15:25 |      | 325    |   |
| 19.07 | 13:00 | Kanada            | 0:3   | Brazylia          | 5:25  | 6:25  | 4:25  |       |      | 1700   |   |
|       |       |                   |       |                   |       |       |       |       |      |        |   |
| 20.07 | 15ː00 | Chiny             | 3:0   | Niemcy            | 25:15 | 25:18 | 25:8  |       |      | 400    |   |
| 20.07 | 17ː00 | Stany Zjednoczone | 3:1   | Kanada            | 26:24 | 26:24 | 28:30 | 25:20 |      | 550    |   |
| 20.07 | 17ː00 | Włochy            | 0:3   | Brazylia          | 6:25  | 5:25  | 9:25  |       |      | 1500   |   |
|       |       |                   |       |                   |       |       |       |       |      |        |   |
| 21.07 | 17ː00 | Brazylia          | 3:1   | Chiny             | 25:11 | 25:19 | 22:25 | 25:14 |      | 3100   |   |
| 21.07 | 17ː00 | Niemcy            | 3:0   | Stany Zjednoczone | 25:15 | 25:12 | 25:19 |       |      | 150    |   |
| 21.07 | 19ː00 | Kanada            | 0:3   | Włochy            | 20:25 | 7:25  | 13:25 |       |      | 180    |   |

## Faza finałowa

### Mecz o 5. miejsce
Hala  Colégio Militar do Rio de Janeiro
| Data  | Godz. | Drużyna 1 | Wynik | Drużyna 2         | 1     | 2     | 3     | 4     | 5     | Widzów | * |
| ----- | ----- | --------- | ----- | ----------------- | ----- | ----- | ----- | ----- | ----- | ------ | - |
| 23.07 | 11ː00 | Kanada    | 3:2   | Stany Zjednoczone | 22:25 | 21:25 | 25:22 | 25:22 | 15:13 | 260    |   |

### Mecz o 3. miejsce
Rio de Janeiro - hala Ginásio do Maracanãzinho
| Data  | Godz. | Drużyna 1 | Wynik | Drużyna 2 | 1     | 2     | 3     | 4     | 5 | Widzów | * |
| ----- | ----- | --------- | ----- | --------- | ----- | ----- | ----- | ----- | - | ------ | - |
| 23.07 | 15ː00 | Niemcy    | 3:1   | Włochy    | 21:25 | 25:16 | 25:17 | 25:20 |   | 8250   |   |

### Finał

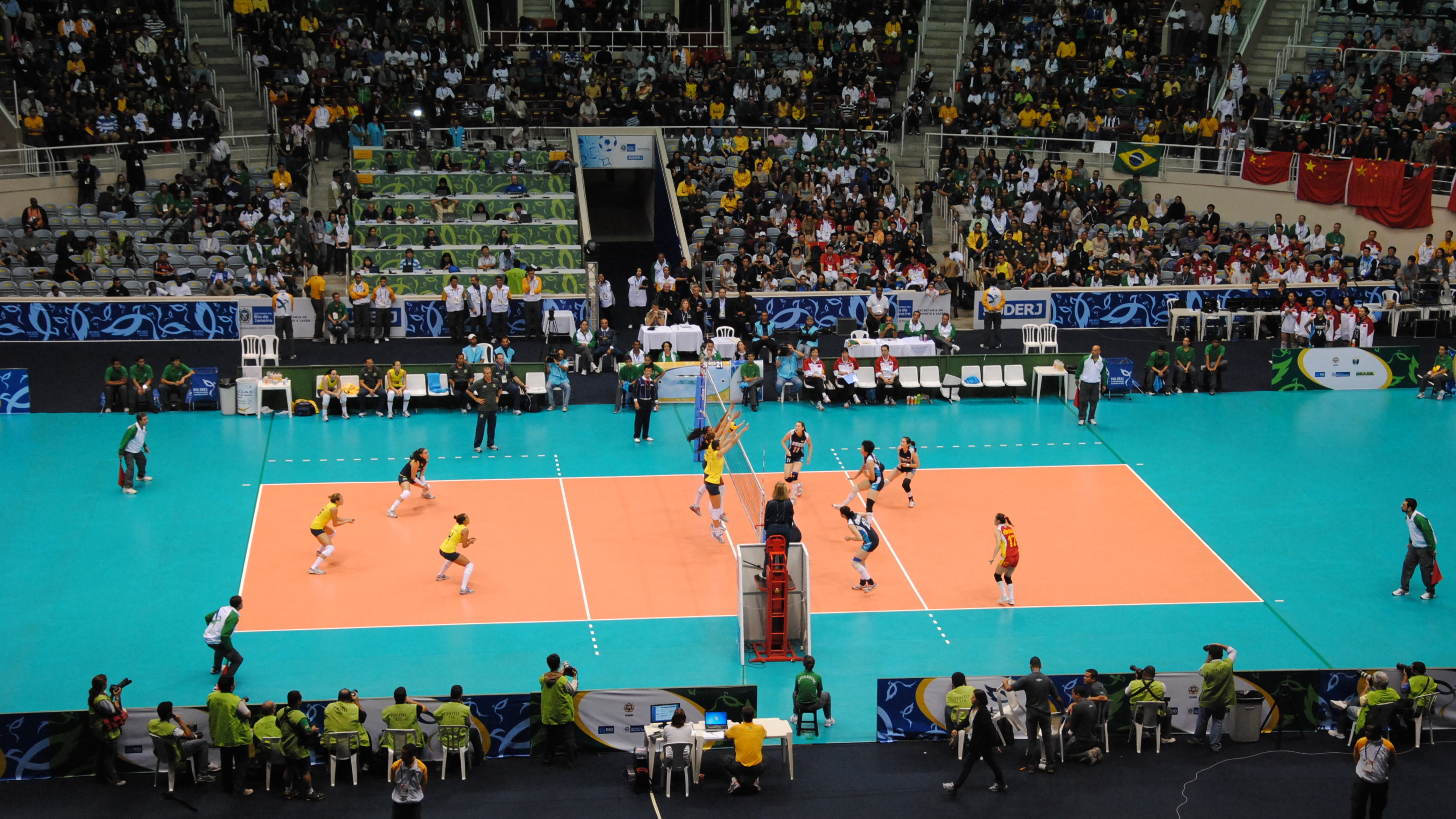
Mecz finałowy Światowych Wojskowych Igrzysk Sportowych kobiet 2011

Rio de Janeiro - hala Ginásio do Maracanãzinho
| Data  | Godz. | Drużyna 1 | Wynik | Drużyna 2 | 1     | 2     | 3     | 4     | 5 | Widzów | * |
| ----- | ----- | --------- | ----- | --------- | ----- | ----- | ----- | ----- | - | ------ | - |
| 23.07 | 17ː00 | Brazylia  | 3:1   | Chiny     | 25:27 | 25:16 | 25:17 | 25:12 |   | 9500   |   |

## Końcowa klasyfikacja
| Miejsce | Reprezentacja     |
| ------- | ----------------- |
| złoto   | Brazylia          |
| srebro  | Chiny             |
| brąz    | Niemcy            |
| 4.      | Włochy            |
| 5.      | Kanada            |
| 6.      | Stany Zjednoczone |

Źródło:.